# Mont Shishaldin
Le mont Shishaldin est un volcan d'Alaska à l'activité modérée, sur l'île Unimak située juste après l'extrémité ouest de la chaîne aléoutienne — c'est l'île la plus orientale de la chaîne des îles Aléoutiennes. Les Aléoutes ont nommé ce volcan Sisquk, ce qui signifie « la montagne qui m'indique le chemin quand je suis perdu ». En 1967, le volcan Shishaldin a reçu du service fédéral des parcs nationaux américain (NPS) le label de site naturel remarquable (NNL).

## Géographie

### Situation

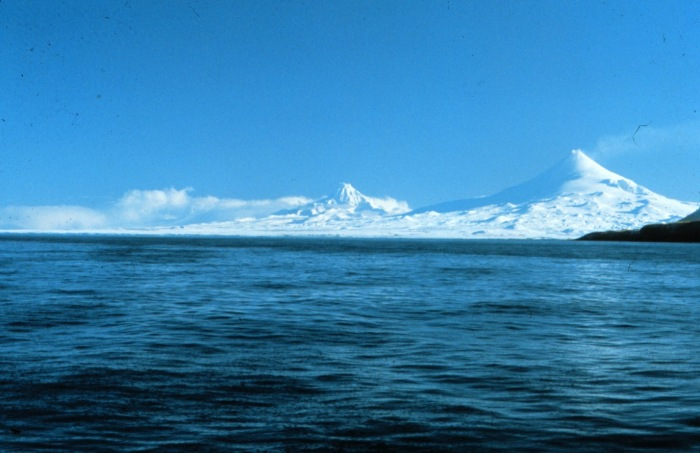
Vue du mont Shishaldin (à droite) et l'Isanotski (au centre).

Il culmine à l'altitude de 2 869 m, ce qui en fait le point culminant de l'archipel des îles Aléoutiennes qui longe la zone de subduction des Aléoutiennes.
L'île Unimak est occupée par trois grands stratovolcans alignés est-ouest dans la moitié est de l'île ; le Shishaldin est le plus occidental des trois.

### Topographie
L'édifice volcanique couvre à lui seul environ 310 km2, soit une surface correspondant à un disque de 10 km de rayon.
Son cône, très symétrique (ses isohypses d'altitude supérieure à 2 000 m sont des cercles presque parfaits), culmine à 2 869 m. Les pentes inférieures nord et sud sont un peu plus relevées que leurs contreparties ouest et est.
La zone sommitale, c'est-à-dire ici la surface au-dessus de l'altitude 2 000 m, est quasiment entièrement recouverte de glace ou de neige. Au total, la calotte glaciaire couvre environ 91 km2.
Au sommet proprement dit, s'ouvre le cratère volcanique d'un diamètre environ 150 m ; son bord nord était dans les années 2010, légèrement ébréché.

### Géologie

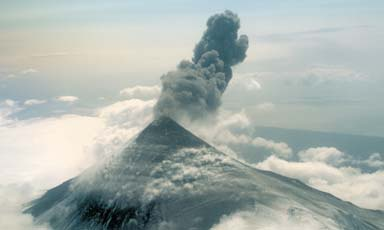
Vue aérienne du mont Shishaldin en éruption en 1999.

Le cône du Shishaldin est âgé de moins de 10 ka. Il s'est édifié sur les restes d'érosion glaciaire d'un précédent volcan bouclier. Ceux-ci sont exposés à l'affleurement sur les flancs nord-est et ouest vers les altitudes entre 1 500 et 1 800 m.
Le flanc nord-ouest est parsemé de 24 cônes parasites monogénétiques dans une zone recouverte de coulées de lave massives.

## Histoire éruptive
Avant la séquence d'éruptions postérieures à septembre 2019, et ce depuis sa dernière éruption[pas clair], il émet avec régularité un panache de vapeur.